# Dynamic Drive Overlay
Dynamic Drive Overlay (DDO, auch: Software Translation Driver) ist eine Software zur Erweiterung eines BIOS, welches die Logische Blockadressierung (LBA) nicht unterstützt, mit deren Hilfe man auf Laufwerke mit mehr als 504 MB Speicherkapazität zugreifen kann.
Diese Technik wurde bei ähnlichen Problemen bis zur LBA-48-Erweiterung weitergeführt. Sie setzt einen Teil des Festplattencontroller-Treibers des BIOS im Arbeitsspeicher außer Kraft. Um den Zugriff auf die volle Größe einer Festplatte zu ermöglichen, muss diese Software geladen werden, bevor andere Programme auf die Festplatte zugreifen. Zu diesem Zweck wird meistens ein anderer Master Boot Record auf die Festplatte geschrieben.
Der am weitesten verbreitete Anbieter einer solchen Erweiterung ist die Firma Ontrack, die ihre DDO-Komponente an mehrere der großen Festplattenhersteller zur Integration in deren Verwaltungstools und Produkte lizenziert.
Die Anwendung eines Dynamic Drive Overlay, wie es z. B. von Ontrack an Samsung lizenziert wurde, in deren Disk-Manager-Programm, dient der Installation verschiedener Festplatten in Computern mit älteren BIOS-Chips, die keine Festplatten größer als 137,4 Gigabyte unterstützen.